# Armenia na Mistrzostwach Europy w Lekkoatletyce 2016
Armenia na Mistrzostwach Europy w Lekkoatletyce 2016 – reprezentacja Armenii podczas Mistrzostw Europy w Amsterdamie liczyła 3 zawodników (2 mężczyzn i 1 kobietę).

## Występy reprezentantów Armenii

### Mężczyźni

#### Konkurencje biegowe
| Zawodnik         | Konkurencja   | Eliminacje | Eliminacje | Półfinał | Półfinał | Finał    | Finał |
| Zawodnik         | Konkurencja   | Rezultat   | Poz.       | Rezultat | Poz.     | Rezultat | Poz.  |
| ---------------- | ------------- | ---------- | ---------- | -------- | -------- | -------- | ----- |
| Tigran Mkrtczjan | Bieg na 800 m | 1:51.28    | 26..       | NQ       | NQ       | NQ       | NQ    |

#### Konkurencje techniczne
| Zawodnik       | Konkurencja | Eliminacje | Eliminacje | Finał    | Finał   |
| Zawodnik       | Konkurencja | Rezultat   | Pozycja    | Rezultat | Pozycja |
| -------------- | ----------- | ---------- | ---------- | -------- | ------- |
| Lewon Aghasjan | Trójskok    | 16.21      | 20..       | NQ       | NQ      |

### Kobiety

#### Konkurencje biegowe
| Zawodniczka       | Konkurencja   | Eliminacje | Eliminacje | Półfinał | Półfinał | Finał    | Finał |
| Zawodniczka       | Konkurencja   | Rezultat   | Poz.       | Rezultat | Poz.     | Rezultat | Poz.  |
| ----------------- | ------------- | ---------- | ---------- | -------- | -------- | -------- | ----- |
| Diana Khubeserjan | Bieg na 200 m | 25.56      | 27.        | NQ       | NQ       | NQ       | NQ    |